# Karl Maria Löbl

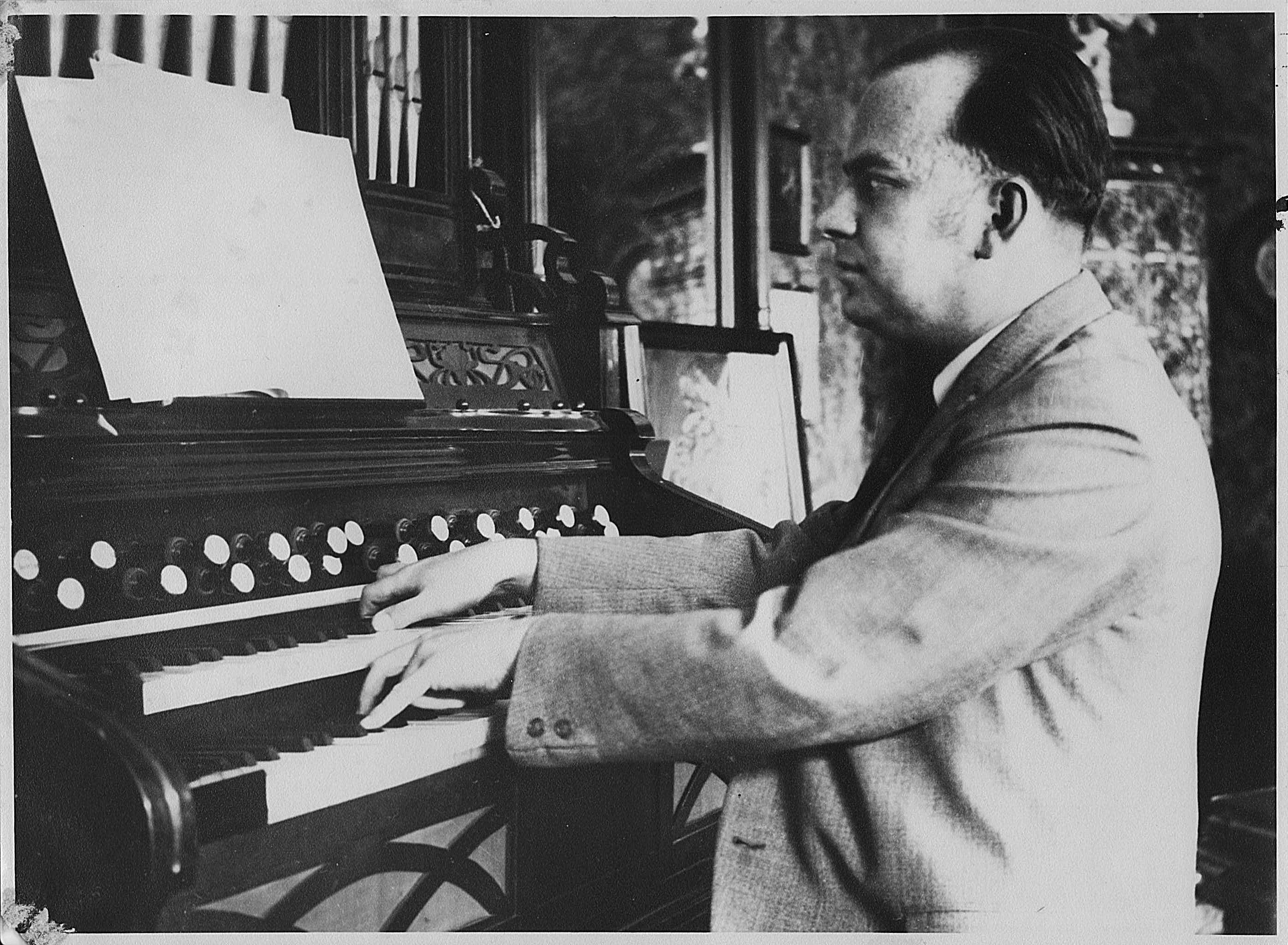
Karl Maria Löbl (ca. 1939)

Karl Maria Löbl (* 1. September 1911 in Wien; † 3. Februar 1942 bei Moskau) war ein österreichischer Komponist der Spätromantik und Wiener Moderne.

## Lebenslauf
Karl Maria Löbl wurde als erster von zwei Söhnen in die Familie von Karl Löbl, Ingenieur, und Maria Löbl, geborene Schneider, geboren. Wohnhaft in Wien, 11. Bezirk, Rautenstrauchgasse 11, besuchte er die Volks- und Realschule und studierte nach Abschluss der Reifeprüfung acht Semester Philosophie an der Universität Wien. Hier besuchte er auch für vier Semester musikwissenschaftliche Lehrveranstaltungen. Er nahm Klavier- und Orgelunterricht bei Louis Dité und fand in seinem Lehrer einen Freund und Mentor. Daneben erwarb Löbl Kenntnisse in Kompositions- und Instrumentallehre, Kontrapunkt, Cello und Gesang.
Karl Maria Löbls kompositorische Tätigkeit begann im Alter von 14 Jahren mit kleinen Stücken. Der Komponist stammte aus einem musischen Haus, in dem regelmäßig Hausorchester- und Kammermusikabende mit seiner Mutter, seinem Bruder Franz und Freunden stattfanden. Interessiert an Lyrik, unterhielt er freundschaftliche Beziehungen zu Dichtern, deren Werke er gerne vertonte.
Seine musikalische Tätigkeit endete im August 1941 als er, zum Beginn der deutschen Offensive gegen die Sowjetunion, zur Wehrmacht eingezogen wurde. Diese Einziehung war die zweite nach kurzem Militärdienst im Frühjahr 1940. Er wurde am 3. Februar 1942 in der Schlacht vor Moskau als vermisst und, nachdem sein Leichnam nach der Schneeschmelze aufgefunden worden war, als gefallen gemeldet.

## Werk
Karl Maria Löbl komponierte Werke der Kammermusik, Lieder, Orchesterwerke und Messen. Die Instrumentierung der Kammerwerke umfasst vornehmlich Klavier, Orgel, Streich- und Blasinstrumente. Ungewöhnlich ist seine Verwendung des Saxophons in Suiten und anderen Kompositionen. Aufgrund seines frühen Todes fanden die Werke keine breite Resonanz und werden erst jetzt von einzelnen Interpreten, zum Beispiel durch Michael Grube, wieder aufgegriffen. Die folgende Tabelle enthält ausgewählte Werke des Komponisten.
| Werk | Jahr         | Instrumentierung                                     |
| --- | ------------ | ---------------------------------------------------- |
| Bagatellen (6 keine Stücke) | 1933         | Klavier                                              |
| Violinsonate Es-dur | 1933         | Violine und Klavier                                  |
| Schnurren (6 kleine heitere Stücke) | 1934         | Klavier                                              |
| Capriccio | 1934         | Violine und Klavier                                  |
| Streichquartett I a-moll, "Gartenmusik" | 1934         | 2 Violinen, Viola und Cello                          |
| Zwei Stücke: 1) Chaconne in h-moll 2) Fuge | 1935         | Violine                                              |
| Messe G-dur | 1936         | Solostimme oder einstimmiger Chor, Violine und Orgel |
| Bläserquintett A-dur | 1938         | Flöte, Oboe, Horn A, Klarinette A und Fagott         |
| Zweite Saxophonsuite | 1939         | Saxophon Es und Klavier                              |
| Sonate II d-moll | 1940         | Viola und Klavier                                    |
| Streichquartett IV "Quartetto gregoriano" | 1940         | 2 Violinen, Viola und Cello                          |
| Serenade | 1941         | Klarinette A, Viola und Cello                        |
| Lieder nach Gedichten von Rainer Maria Rilke, Heinrich Suso Waldeck, Christian Morgenstern, Georg Trakl, Enrica von Handel-Mazzetti, Heinrich von Schullern und anderen | Verschiedene | Verschiedene                                         |